# Ophelimus funeralis
Ophelimus funeralis är en stekelart som först beskrevs av Girault 1934.  Ophelimus funeralis ingår i släktet Ophelimus och familjen finglanssteklar. Inga underarter finns listade i Catalogue of Life.